# Смолёво (сельское поселение Новинское)
Смолёво или Смо́лево — село (ранее деревня) в Орехово-Зуевском городском округе Московской области России. Входило в состав сельского поселения Новинское. Население — 243 человек (2010).

## География
Смолёво расположено в западной части Орехово-Зуевского района, примерно в 18 км к югу от города Орехово-Зуево. По восточной окраине села протекает река Понорь. Высота над уровнем моря 117 м. В селе 4 улицы — Полевая, Радужная, Солнечная и Школьная. Ближайшие населённые пункты — деревни Запрудино, Новое, Тереньково и Беливо.

## Название
По одной из версий, название села связано с некалендарным личным именем Смолев. По другой — произошло от слова «смолить». В основе этой версии лежит, по всей видимости, позднейшее предание, повествующее о том, что здесь смолили лодки для войска Дмитрия Донского, когда тот шёл на Куликово поле.

## История
Согласно местной легенде, селение основали выходцы из Сибири. 
В 1926 году деревня являлась центром Смолевского сельсовета Запонорской волости Орехово-Зуевского уезда Московской губернии.
С 1929 года — населённый пункт в составе Куровского района Орехово-Зуевского округа Московской области, с 1930-го, в связи с упразднением округа, — в составе Куровского района Московской области. В 1959 году, после того как был упразднён Куровской район, деревня была передана в Орехово-Зуевский район.
До муниципальной реформы 2006 года Смолёво входило в Новинский сельский округ Орехово-Зуевского района.

## Население
В 1926 году в деревне проживало 952 человека (435 мужчин, 517 женщин), насчитывалось 198 хозяйств, из которых 151 было крестьянское. По переписи 2002 года — 241 человек (107 мужчин, 134 женщины).
| 1926 | 2002 | 2006 | 2010 |
| ---- | ---- | ---- | ---- |
| 952  | ↘241 | ↗261 | ↘243 |